# Herlev Hospital
Herlev Hospital (före 2007 Herlev Amtssygehus) är ett sjukhus i Herlevs kommun, Region Hovedstaden, Danmark, omkring 10 km nordväst om centrala Köpenhamn. Byggnaden är Danmarks tredje högsta, med 25 våningar, en höjd på 120 meter och upptagande en markyta på 30.000 m². Sjukhuset invigdes 1976 efter en tioårig byggnadsfas. Det är ett av landets största sjukhus, med ca 4000 anställda. Det är ett områdehospital inom Region Hovedstaden, med dygnetruntöppen akutmottagning och en lång rad specialavdelningar för hela hovedstadsområdet. 